# ラヴレンチー年代記
『ラヴレンチー年代記』（ラヴレンチーねんだいき、ロシア語: Лаврентьевская летопись）は、ルーシの年代記（レートピシ）の1つである。852年（それ以前の伝承なども含む）から1305年までの出来事がまとめられている。書籍名は写本の1つ「ラヴレンチー写本」の奥付に記された、修道士ラヴレンチーの名にちなむ。
『原初年代記』に加筆する形で編纂されており、後世の『トロイツァ年代記(ru)』、『ノヴゴロド・ソフィヤ年代記集成』等に影響を与えた。

## 成立・構成
『ラヴレンチー年代記』の原本は、11世紀の始め、『原初年代記』をヴィードゥビチ修道院の典院・シリヴェストルらが再編・加筆することによって成立した（「ラヴレンチー写本」（後述）の1110年の記事の後に、1116年の記述と共に「聖ミハイル（:ヴィードゥビチ修道院を指す）の典院シリヴェストルは年代記記者たちと共に著述をなした」という主旨の記述がある）。現存するこの年代記の写本としては、1377年に修道士ラヴレンチーらの手によって完成した、「ラヴレンチー写本」が著名である。
『ラヴレンチー年代記』は、以下の資料に基づき編纂されている。
- 852年 - 1110年：『原初年代記』
- 1110年 - 1161年：南ルーシの出来事を記した、何らかの年代記

（この間の1162年 - 1163年に関しては記述がなされていない。）
- 1164年 - 1305年：北東ルーシの出来事を記した、何らかの年代記

また、1096年の項に、『ウラジーミル・モノマフの庭訓(ru)』が挿入されており、この挿入は他の年代記には見られない。ならびに1263年の項には『アレクサンドル・ネフスキー伝(ru)』からの挿入が見られる。
下敷きとなった原初年代記はキエフを中心とする南ルーシの出来事の記録に重点を置いている。一方、12世紀の記述より、ウラジーミルの動向に関心が移り、13世紀初頭の記事は、ロストフ公国に関する記事に大きく比重が傾いている。このことから、『ラヴレンチー年代記』は12世紀の北東ルーシに関する重要な史料の一つとなっている。
ニコライ・ベレジュコフ(ru)
の説によれば、1110年 - 1304年間のうち101年は、3月を新年とする暦法(ru)が用いられている。

## 写本
- 「ラヴレンチー写本」：羊皮紙。173葉現存、12葉消失。奥付によれば、写本を作成したのは修道僧ラヴレンチーであり、その作業は1377年1月14日から3月20日にかけて、ウラジーミル大公ドミトリー・コンスタンチノヴィチ(ru)と[4]、スーズダリ主教ディオニシー(ru)の指示により行われた。ゲリアン・プロホロフ(ru)は、写本作成の際に、1237 - 1238年のモンゴルのルーシ侵攻に関する記述はより苛烈に書き直されたと仮説を述べている[6]（ただしヤコフ・ルリエ(ru)、ボリス・クロス(ru)はこの説を否定している）。

『ラヴレンチー年代記』の刊本（『ロシア年代記全集(ru)』所収）は、「ラヴレンチー写本」に、『ラジヴィフ年代記』、『モスクワ・アカデミヤ年代記(ru)』を参照して編纂されている。